# Йеротей Поленински
Йеротей  (на гръцки: Ιερόθεος, Йеротеос) е православен духовник, епископ на Вселенската патриаршия.

## Биография
Около края на 1773 година Йеротей е избран и по-късно ръкоположен за поленински и вардариотски епископ. Остава на катедрата в Дойран до смъртта си през юни 1793 година.